# Follow The Money
Follow the Money (FTM) est un site d'information indépendant néerlandais consacré au journalisme d'investigation financier et économique et composé d'une trentaine de journalistes – certains salariés, d'autres indépendants – ainsi que d'un certain nombre de chroniqueurs. FTM participe à des projets de recherche internationaux tels que les dossiers CumEx et la fraude dans le football. Le collectif publie également un podcast, créé par Frédérique de Jong.

## Histoire
Follow the Money a été fondée fin 2009 par Eric Smit, Mark Koster et Arne van der Wal dans le but de mener des investigations sur la délinquance en col blanc. Le nom du média fait référence au film Les Hommes du président et au scandale du Watergate.